# Messehalle 15
Die Messehalle 15 in Leipzig wurde 1928 gebaut und befindet sich auf dem Gelände der Alten Messe. Ihre Stahlkonstruktion hat eine Stützweite von rund 100 Metern. Dies war damals ein Stützweitenrekord für Hallen. Das Bauwerk steht unter Denkmalschutz und wird seit 2019 als Verkaufs- und Lagergebäude für Fahrräder genutzt.

## Geschichte

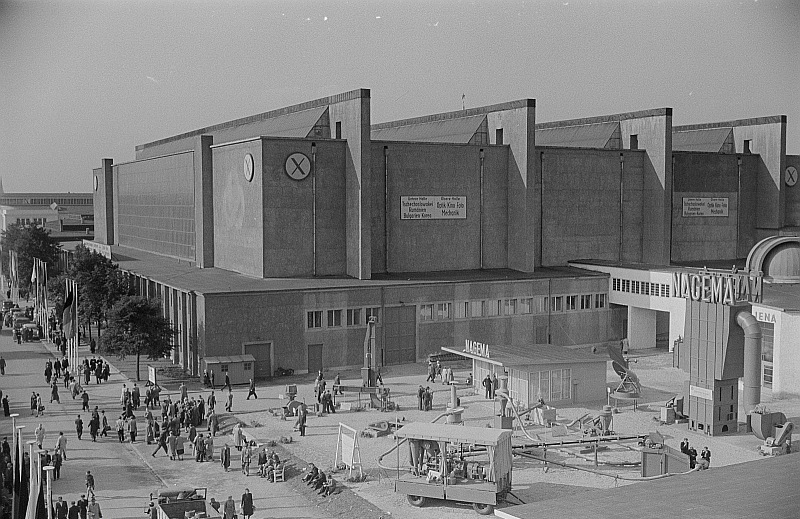
Messehalle 1952

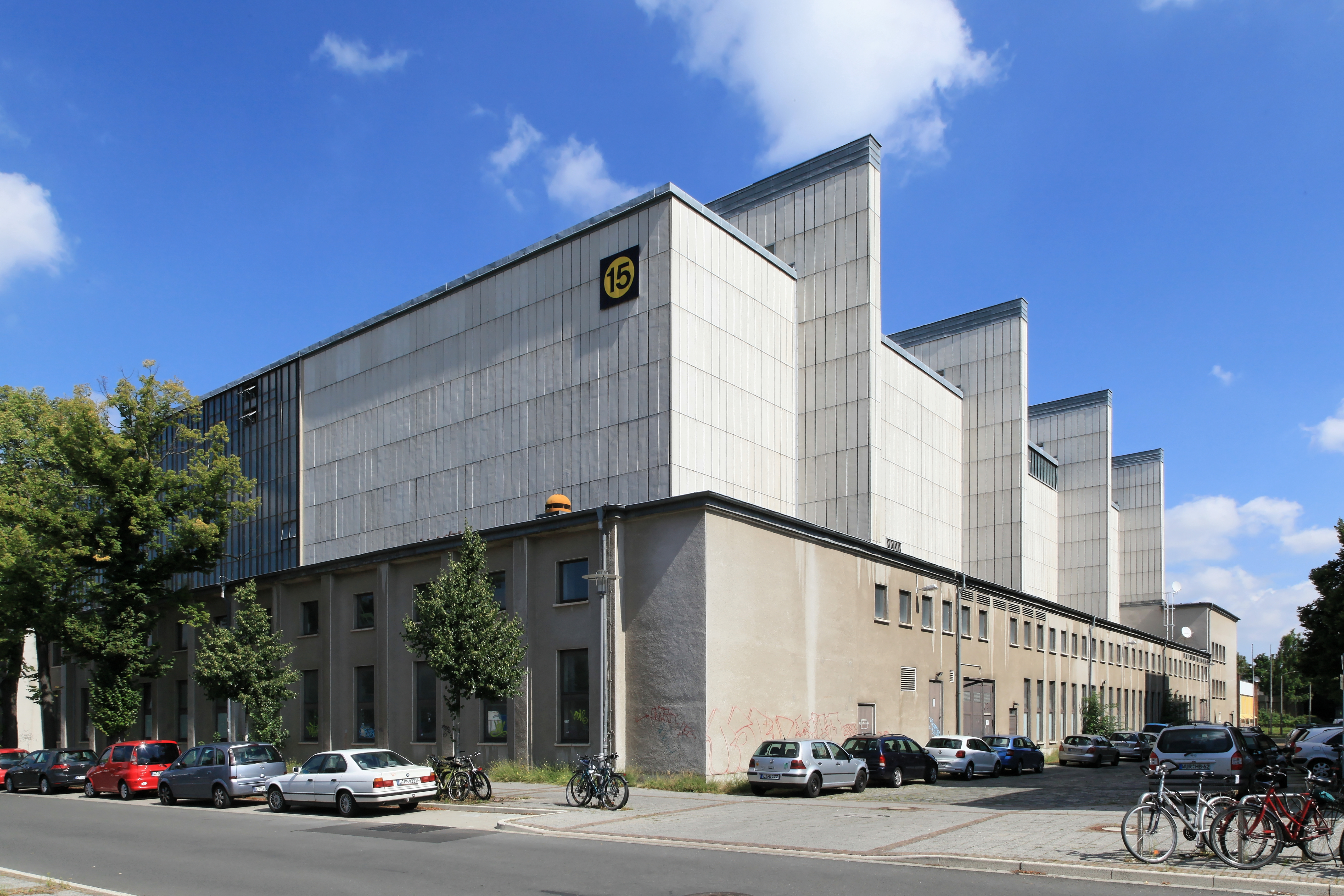
Messehalle 2016

Auf dem Ausstellungsgelände der Technischen Messe ließ die Leipziger Messe- und Ausstellungs-AG die Messehalle 7 (später Messehalle 15) für die internationale Ausstellung von Last-, Nutz- und Spezialwagen des Reichsverbandes der Automobilindustrie auf der Frühjahrsmesse 1928 errichten. Es war ein Ersatzneubau einer mehrschiffigen Holzkonstruktion. Eingangsvorbauten und die Umfassungswände der alten Halle wurden teilweise integriert.
Der Entwurf und die architektonische Ausbildung oblag den Leipziger Architekten Crämer & Petschler. Die eiserne Hallenkonstruktion entwarf und berechnete das Werk Gustavsburg der Maschinenfabrik Augsburg-Nürnberg (MAN). Die Fundamente aus Eisenbeton führten die Dyckerhoff & Widmann AG sowie die Leipziger Max Pommer und Emil Bödemann GmbH aus. MAN erhielt am 31. Oktober 1927 den Bauauftrag. Die Montage der Stahlkonstruktion mit einer Masse von 1800 Tonnen erfolgte im Januar und Februar 1928 in zwei Schichten mit zeitweise bis zu 330 Arbeitern. Ende Februar 1928 war das Bauwerk fertiggestellt. Die Grundfläche der Halle ohne Innenstützen betrug 97,8 m × 138,58 m, die Dachfläche lag in 21 m Höhe.
Aufgrund ihrer Abmessungen wurde das Bauwerk nicht nur zu den Frühjahrs- und Herbstmessen als Ausstellungshalle für die Branchen Elektrotechnik/Elektronik/Optik und Möbel genutzt, sondern auch für Sportveranstaltungen und als Kongresshalle, so von der NSDAP in den 1930er Jahren.
Bei einem schweren Luftangriff auf Leipzig am 4. Dezember 1943 wurden die nordöstliche Giebelwand und die drei folgenden Fachwerkrahmen der Halle zerstört. Der Innenausbau der Resthalle brannte teilweise aus. Die Stahlkonstruktion der vier anschließenden Rahmen und die südwestliche Giebelwand blieben stehen. Verkürzt, ohne die drei zerstörten Rahmenabschnitte, folgte Anfang der 1950er-Jahre die Instandsetzung der Messehalle. Dabei wurden weitere Einbauten, wie eine Galerie, errichtet und unter den Bindern jeweils zwei zusätzliche Zwischenstützen aufgestellt. Die zerstörte Giebelwand wurde durch eine neue Konstruktion, bestehend aus den noch verwendbaren Teilen der Altkonstruktion, ersetzt.
Von 1985 bis 1990 ließ die Messe eine Instandsetzung durchführen und die Gebäudehülle ersetzen. Aus der Zeit stammen die Verglasungen in der Hallenaußenwand, die Waschbetonfassade und das Trapezblechdach.
Nach längerem Leerstand mit der Möglichkeit des Abrisses erwarb 2015 die Firma Zweirad Stadler das denkmalgeschützte Gebäude. In der Folge wurde die Halle durch den Rückbau von Nachkriegseinbauten in den verkleinerten Originalzustand von 1928 ohne die Innenstützen umgebaut. Die Baukosten betrugen rund 10 Millionen Euro. Die Eröffnung des Verkaufsstandorts mit 8700 Quadratmeter Grundfläche war am 4. April 2019.

## Konstruktion

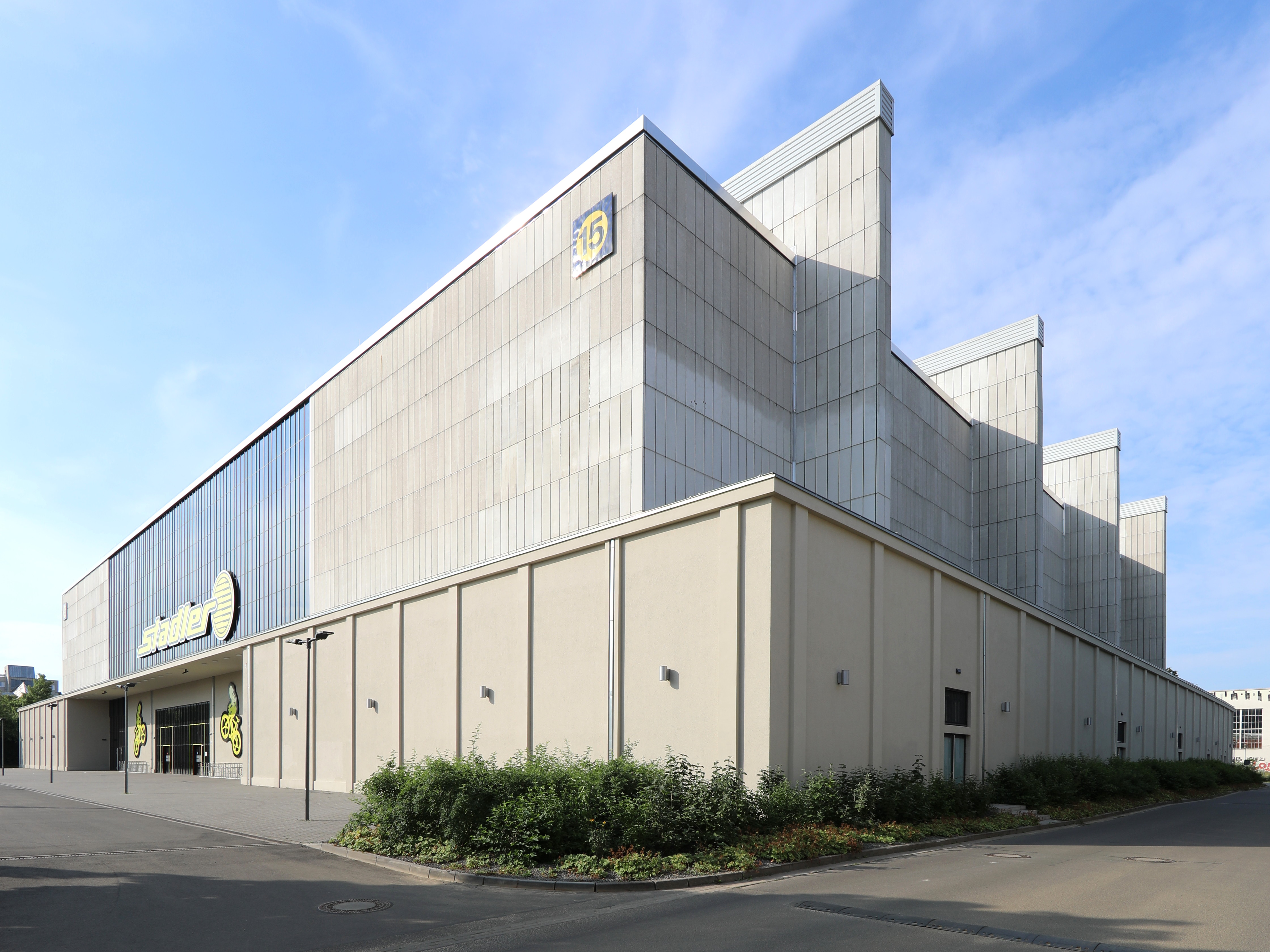
Messehalle 2021

Das Haupttragsystem besteht aus vier (ursprünglich sieben) Zweigelenk-Fachwerkrahmen im Abstand von 19,5 m. Die Stützweite der 8,5 m hohen Dachbinder beträgt rund 97,8 m. Senkrecht dazu hat die Halle noch eine Länge von rund 80 m. Die Fachwerke sind Nietkonstruktionen aus Walzprofilen und Blechen aus Flussstahl St 37 und Baustahl St 48.
Die Systemmaße der Fachwerkbinder betragen 8,2 m und die der Fachwerkstiele ca. 3,5 m. Die Oberkante der Fachwerkbinder befindet sich etwa 5,5 m oberhalb der Dachfläche, die Unterkante 3,0 m darunter. Die Dachfläche gliedert sich zwischen den Rahmen in einen 12 m breiten, geschlossenen Abschnitt mit Satteldachneigung und den sich beidseitig anschließenden Oberlichtbändern, die die Fachwerkbinder umschließen. Ursprünglich bestand die Dacheindeckung aus Bimsbeton-Platten, seit den 1980er Jahren ist es Trapezblech.
Der Nachweis der Standsicherheit konnte bei der Rekonstruktion nach den gültigen Vorschriften geführt werden. Im Rahmen des baulichen Brandschutzes musste außerdem nachgewiesen werden, dass im Brandfall 30 Minuten lang die Standsicherheit der Stahlkonstruktion sichergestellt ist. Dazu werden die Hallenstützen über eine automatische Sprinkleranlage abgesichert und bei der Dachkonstruktion erfolgte der Nachweis über eine numerische Brandsimulation. Zur Erfüllung der Anforderungen an den sommerlichen und winterlichen Wärmeschutz erhielten unter anderem die Dächer eine neue Wärmedämmung und neue Lichtbänder sowie die Umfassungswände eine neue Innenschale aus Porenbetonwandplatten. Ein KfW-Effizienzhaus Denkmal konnte nachgewiesen werden.